# Yoshiko Kuga
Yoshiko Kuga (ur. 21 stycznia 1931 w Tokio, zm. 9 czerwca 2024) – japońska aktorka filmowa, teatralna i telewizyjna. 

## Wybrana Filmografia
- 1947: Haru no mezame
- 1948: Pijany Anioł jako Uczennica
- 1951: Idiota jako Ayako
- 1955: Legenda Klanu Taira jako Tokiko
- 1956: Yuyake-Gumo
- 1956: Jôshû to tomo ni jako Senko Minami
- 1956: Taiyo to bara
- 1960: Naga Młodość jako Yuki, starsza siostra Makoto
- 1989: Godzilla Kontra Biollante jako Żona Premiera
- 2000: Kawa no nagare no you ni jako Yuki Shiokawa

## Nagrody
- 1957: Błękitna Wstęga za role drugoplanowe w filmach: Yuyake-Gumo, Jôshû to tomo ni i Taiyo to bara

## Źródła
- Yoshiko Kuga w bazie IMDb (ang.)
- Yoshiko Kuga w bazie Filmweb